# Кязимова, Айгюн Алескер кызы
Айгюн Алескер кызы Кязимова (азерб. Aygün Ələsgər qızı Kazımova; род. 26 января 1971, Баку) — азербайджанская эстрадная певица, народная артистка Азербайджана (2008).

## Карьера
Айгюн Кязимова родилась и выросла в Баку. Карьера певицы началась в 1988 году с победы на музыкальном фестивале «Бакинская Осень-88». Затем последовали участия в конкурсах Юрмала, 1989 года и «Азия Даусы» 1992 года. В 1996 году Кязимова стала лауреатом Международного конкурса в Стамбуле. В середине 1997 года выпустила первый сольный альбом Sevgi Gülləri, из песен популярного композитора Вагифа Герайзаде. В 1998—1999 годах выпустила несколько успешных синглов: «Qoy işığı söndürüm», «Avarasan», «Bir payız gecəsi», «Vokaliz», «Tənha Qadın», «Девушка Восточная». 10 апреля 1999 года во Дворце имени Гейдара Алиева состоялся её первый большой соло-концерт под названием «Aygün bir gün». В 2000 году Кязимова получила три премии «Гранд»: за концерт «Aygün Bir gün» в ГЦКЗ имени Г. Алиева, за хит «Gecələr», а также в качестве «лучшей певицы года». В том же году выпустила альбом «AYGUN» и выступила с 2-дневной концертной программой в ГЦКЗ имени Г. Алиева. В 2001 году снова получила три премии «Гранд» в тех же номинациях, что и в 2000 году. В сентябре 2001 года у Кязимовой вышел альбом «Sevdim». На несколько песен с диска были сняты клипы, которые транслировались по телевидению Азербайджана и Турции. В то же время певица выступила на конкурсе «Best Model 2001», на северном Кипре.
Кязимова сольно выступает и за пределами Азербайджана. Самым успешным из её зарубежных выступлений был концерт на сцене Государственного Кремлёвского дворца в Москве в январе 2006 года, проведённый в рамках Года Азербайджана в России. 20 июня 2007 года дала сольный концерт на стадионе имени Т. Бахрамова в Баку, приуроченный к её 20-летней творческой деятельности. Наряду со сценическими выступлениями, Айгюн Кязимова даёт благотворительные концерты в домах для детей-сирот по всему Азербайджану.
В 2004 году, после трёхлетнего перерыва, у Кязимовой вышел альбом «Son Söz» («Последнее слово»). Одноимённый клип на музыку Гусейна Абдуллаева, съёмки которого прошли в Тбилиси, занял первые места на всех музыкальных передачах Азербайджана.
В 2005 году сыграла главную роль в мюзикле «Xarı bülbüllər» режиссёра Арифа Казиева. Кязимова пробовала себя в качестве телеведущей, однако её телепроекты не имели большого успеха. В том же году вышел её диск «Sevərsənmi» («Если полюбишь»), который имел умеренных успех, ввиду отсутствия успешных синглов. Единственной успешной песней из альбома стала композиция «Məktub» («Письмо»). Последующие новые синглы тоже имели умеренные успехи. В ноябре 2006 года был выпущен сингл «Öpsən» («Если поцелуешь»). Ещё одним успехом стала песня «Yenə Tək» («Снова одна») 2007 года.
Кязимова являлась председателем отборочного тура конкурса «Best Model of Azerbaijan» с 2002 по 2005 года.
21 января 2008 года состоялась презентация сайта Кязимовой по адресу www.aygunfans.ws. Сайт был подготовлен поклонниками певицы. Официальный сайт певицы www.aygun.info, открытый в январе 2002 года, не обновлялся с 2006 года и вскоре был закрыт.
5 сентября 2009 года Кязимова выступила с новой сольной программой «Olduğun Kimi» на сцене Зелёного Театра в Баку.
Осенью 2010 вышли 2 турецкие песни «Sevgilim» и « Ala’Turka». В конце декабря певица также представила клип на песню «Petrol», которую записала в дуэте с азербайджанским рэпером Мири Юсифом.
В середине сентября 2011 года Кязимова представила клип на песню «Düşün məni» («Думай обо мне»). В 2011 году приступила к сотрудничеству с турецким артистом Гекханом Эролом. Итогом этого сотрудничества стали песни «Bir Gecəlik» («На одну ночь») и «Sən Artıq Mənimsən» («Ты теперь мой»). В рамках турецкого сотрудничества певица также выпустила летом 2012 года синглы «Həyat Sənə Gözəl» («Жизнь прекрасна») и «İkinci Sən» («Второй ты»). В сентябре 2012 года вышел сингл «Футбол», посвящённый чемпионату мира по футболу среди девушек до 17 лет.
В 2013 году была удостоена награды «Клип года» за видео — «Həyat ona gözəl». Также Айгюн Кязимова была награждена премией «Дуэт года» по версии музыкальной премии «Qrand» («Гранд») за дуэт со звездой турецкой эстрады Синан Акчил на песню «İkinci sən» («Второй ты»).
16-го июля 2013 года вышло видео Кязимовой и рэпера Snoop Dogg’а Coffee from Colombia.
17 декабря 2021 года выпустила первый русскоязычный альбом «Я в Нирване», он также стал первым в Азербайджане, выпущенным со звуком Dolby Atmos.

## Дискография
Студийные альбомы
- Ömrüm-günüm[азерб.] (1997)
- Göz yaşımı yar silə[азерб.] (1998)
- Ah…![азерб.] (1999)
- Aygün[азерб.] (2000)
- Sənsizliyim[азерб.] (2000)
- Sevdim[азерб.] (2001)
- Sevgi gülləri[азерб.] (2003)
- Son söz[азерб.] (2004)
- Sevdi Ürək[азерб.] (2005)
- Sevərsənmi[азерб.] (2005)
- Yenə tək[азерб.] (2008)

## Фильмография
- 1996: Yarımştat
- 1999: Yaşıl Eynəkli Adam 2
- 2001: Nekrolog
- 2002: Qış nağılı
- 2004: Tam Məxfi
- 2005: Məşədi İbad 94
- 2006: Adam Ol! 2